# Jean Rodor
Jean Rodor est un auteur-compositeur-interprète français, né le 26 avril 1881 à Sète (Hérault) et mort le 14 mai 1967 à Paris (9e). 

## Biographie
De son vrai nom Pierre Philippe Jean Coulon, il naît le 26 avril 1881 à Sète (Hérault).
Il écrit notamment les paroles de chansons composées par Vincent Scotto : Sous les ponts de Paris (1913), La Vipère du trottoir (1919), Ramuntcho (1944), etc. Il adapte également avec Louis Poterat la chanson Reginella (1940) d' E. Di Lazzaro pour Tino Rossi.
Il meurt le 14 mai 1967 dans le 9e arrondissement de Paris et est inhumé dans le cimetière de Montmartre (20e division).